# Bertil Bengtsson (konstnär)
Bertil Bengtsson, född 1959 i Karlstad, är en  svensk konstnär.
Herman Reijers, som var hans teckningslärare på högstadiet i Grums, uppmuntrade honom att välja konstnärsbanan. 
Holm studerade vid Kyrkeruds folkhögskolas etetiska linje 1977-1979 där han åter fick Herman Reijers som lärare; han har därefter kompletterat sin konstutbildning med ett antal kurser i konstvetenskap och litteraturvetenskap vid Kulturvetenskapliga linjen på Högskolan i Karlstad. Han har medverkat i en rad separat och samlingsutställningar bland annat på Rackstadmuseet och i Arvika Konsthall samt i ett flertal av Värmlands konstförenings utställningar. 
Han tilldelades Grums kommuns kulturstipendium 1984, Karlstads kommuns kulturstipendium till Gustaf Frödings minne 1991, Pingels ungdomsstipendium 1992 samt Christian Eriksson-stipendiet.